# Jytte (film)
Jytte er en dansk animationsfilm fra 2016, der er instrueret af Morten Zachariassen efter manuskript af Nikolaj B. Feifer.

## Handling
I kolonihaveforeningen Dannevang bor Jytte og hendes naboer; den naive Jacob og den paranoide Hr. Schlect. Alt ånder fred og idyl, indtil Jytte modtager flygtningen Claus med pakkepost. Jytte føler sig splittet mellem Jacob, der mener at Claus sagtens kan bo i Jyttes redskabsskur, og Hr. Schlect der er sikker på at Claus er selvmordsbomber. Jytte begynder at få mistanke om, at Claus måske ikke har rent durummel i posen, og ender med at søge hjælp fra en yderst uventet kant. En beslutning der kommer til at vende op og ned på alt i den lille kolonihave.

## Stemmer
- Birthe Neumann - Jytte
- Lars Thiesgaard - Jacob, Schlect, Klaus og Holger
- Nis Bank-Mikkelsen - Fortæller